# ريتشارد ميركادو
ريتشارد ميركادو (20 ديسمبر 1986 بإسمرالداس في الإكوادور - ) هو لاعب كرة قدم إكوادوري في مركز الهجوم. لعب مع مونتيفيديو واندررز ونادي ديبورتيفو إل ناسيونال وUniversitario de Sucre ‏ وDeportivo Azogues ‏ وإنديبندينتي ديل فال ونادي مانتا لكرة القدم ونادي أولميدو وC.D. Técnico Universitario ‏ وديبورتيفو كيفيدو وAtlético Pantoja ‏ وC.D. Universidad Técnica de Cotopaxi ‏ ونادي ميلغار أريكيبا وموشك رونا ‏.

## وصلات خارجية
- ريتشارد ميركادو على موقع قاعدة بيانات كرة القدم.إي يو (الإنجليزية)
- ريتشارد ميركادو على موقع Soccerway.com (الإنجليزية)
- ريتشارد ميركادو على موقع AS.com (الإسبانية)